# 克劳斯·阿尔特纳
克劳斯·阿尔特纳（德語：Klaus Altena，1962年11月19日—），德国男子赛艇运动员。他曾代表西德、德国参加世界赛艇锦标赛，获得二枚金牌和一枚铜牌，均来自轻量级项目。